# Клинтон, Эдвард, 1-й граф Линкольн
Эдвард Клинтон (англ. Edward Clinton; 1512 — 16 января 1585, Лондон, Королевство Англия) — английский аристократ, 9-й барон Клинтон с 1517 года, 1-й граф Линкольн с 1572 года, кавалер ордена Подвязки. Лорд-адмирал, приближённый четырёх монархов из династии Тюдоров. Активно участвовал в войнах с Францией и Шотландией.

## Биография
Эдвард Клинтон принадлежал к старинному баронскому роду из Уорикшира. Он был сыном Томаса Клинтона, 8-го барона Клинтона, и Джоан Пойнингс. Уже в возрасте пяти лет Эдвард потерял отца и стал 9-м бароном Клинтон (1517 год); при этом он оказался под опекой короля Генриха VIII. К 1530 году Клинтон женился на бывшей любовнице монарха и матери официально признанного бастарда Элизабет Блаунт, которая была старше него на 12 или 14 лет; это наверняка означало, что Эдвард пользовался королевской благосклонностью. В 1532 году Клинтон присоединился к свите Генриха VIII в Булони и Кале. Он заседал в палате лордов в 1536 году, в числе других пэров встречал невесту короля Анну Клевскую в 1539 году. 
В ходе войны с Францией и Шотландией, начавшейся в 1544 году, Клинтон служил во флоте. За отличие при штурме Эдинбурга Эдуард Сеймур, 1-й граф Хартфорд, посвятил его в рыцари (май 1544 года). Сэр Эдвард принимал участие в осаде Булони в сентябре 1544 года. Под командованием Джона Дадли, виконта Лайла, он сражался с французами при Спитхеде в 1545 году и был послан в качестве одного из комиссаров мира во Францию в следующем году. В августе 1547 года Клинтон отправился в Шотландию с эскадрой из двенадцати кораблей, чтобы заблокировать Сент-Андрус со стороны моря и помешать высадке французов, но прибыл слишком поздно. В дальнейшем сэр Эдвард поддержал вторжение Сеймура и обеспечил артиллерийскую поддержку в битве при Пинки 15 сентября 1547 года, когда шотландцы были наголову разгромлены. В августе 1548 года он вошел в залив Ферт-оф-Форт и рассеял французские и шотландские корабли близ Лейта, а потом высадил 500 человек, чтобы сжечь суда, стоявшие в гавани.
Назначенный губернатором Булони в 1547 году, Клинтон успешно защищал город от французов (1549—1550). Из-за почти полного отсутствия помощи ему пришлось сдаться, но в Англии его всё равно встретили как героя. Сэр Эдвард стал лордом-адмиралом (до 1553 года), лейтенантом Линкольншира, кавалером ордена Подвязки (1551), констеблем Тауэра (1553). В эти годы он поддерживал короля Эдуарда VI в его намерении передать престол двоюродной племяннице, Джейн Грей, но после смерти монарха встал на сторону его единокровной сестры Марии; в начале 1554 года барон активно участвовал в разгроме повстанцев во главе с Уайаттом, действовавших в интересах Джейн.
Осенью 1554 года барон съездил в Италию, чтобы вручить орден Подвязки герцогу Савойскому Эммануилу Филиберту. В 1557 году во главе воинского контингента он отправился в Нидерланды, на помощь испанцам, действовавшим против французов, но опоздал: союзники без него одержали громкую победу при Сен-Кантене. Впрочем, в глазах англичан часть славы всё равно досталась Клинтону. Вернувшись в Англию, сэр Эдвард принял командование флотом и совершил набег на французское побережье. Особых успехов он не добился, так что вскоре был заключён мир, по условиям которого Англия отказалась от Кале.
После смерти королевы Марии и резкой смены политического курса при Елизавете Клинтон сохранил свои позиции при дворе. В 1564 году он сопровождал монархиню в её поездке в Кембридж и там получил степень магистра. Вместе с Амброузом Дадли, 3-м графом Уориком, барон возглавил войско, направленное на подавление Северного восстания (1569); в 1570 году, когда папа римский отлучил Елизавету от церкви, Клинтон во главе флота охранял Северное море, чтобы предотвратить возможную высадку французов. За свои заслуги он получил в 1572 году титул графа Линкольна. В том же году сэр Эдвард побывал в Париже в качестве посла: он присутствовал при ратификации мирного договора и на свадьбе Генриха Наваррского и Маргариты Французской, которая состоялась накануне Варфоломеевской ночи.
В последующие годы графу не поручались какие-либо официальные миссии. Он заседал в Королевском совете до самой смерти, которая наступила 16 января 1585 года. Тело сэра Эдварда похоронили в часовне святого Георгия в Виндзоре. Вдова поставила на могиле роскошный памятник.

## Семья
Эдвард Клинтон был женат трижды. Его первой женой стала Элизабет Блаунт, дочь сэра Джона Блаунта и Кэтрин Пешелл, вдова Гилберта Тэлбойса, 1-го барона Тэлбойса из Кайма. В этом браке родились три дочери:
- Бриджет Клинтон (родилась около 1536 года), жена Роберта Даймока;
- Кэтрин Клинтон (около 1538—1621), жена Уильяма Бурга, 2-го барона Бурга;
- Маргарет Клинтон (родилась около 1539 года), была замужем за Чарльзом Уиллоуби, бароном Уиллоуби из Парэма[7][8].

После смерти Элизабет граф женился во второй раз, на Урсуле Стортон, дочери Уильяма, 7-го барона Стортона, и Элизабет Дадли. В этом браке родились ещё шесть детей:
- Генри Клинтон, 2-й граф Линкольн (1540—1616)[9];
- Фрэнсис Клинтон;
- Энн Клинтон (1542—1629), жена сэра Уильяма Эйскоу;
- Эдвард Клинтон (1544/46 — до 1575);
- Томас Клинтон (1548—1610);
- Фрэнсис Клинтон (1552—1623), жена Джайлса Бриджеса, 3-го барона Чандоса[7].

Третий брак, с Элизабет Фицджеральд (дочерью Джеральда Фицджеральда, 9-го графа Килдэра, и Элизабет Грей), остался бездетным.